# Bahnstrecke Gérardmer–Le Hohneck
| Triebwagen A1 beim Aufstieg auf den Hohneck |                     |                                                             |                                                             |
| Streckenlänge: | 19,5 km             |                                                             |                                                             |
| Spurweite: | 1000 mm (Meterspur) |                                                             |                                                             |
| Stromsystem: | 600 Volt =          |                                                             |                                                             |
| Maximale Neigung: | 80 ‰                |                                                             |                                                             |
| Minimaler Radius: | 20 m                |                                                             |                                                             |
| |                     |                                                             |                                                             |
| \| \| \| Bahnstrecke Remiremont–Gérardmer von Remiremont \| \| \| \| \| Bahnstrecke Laveline-devant-Bruyères–Gérardmer von Bruyères \| \| \| \| \| Gérardmer \| \| \| \| 0,00 \| Gérardmer Est \| 665 m \| \| \| \| Dépôt \| \| \| \| 1,246 \| La Croisette \| La Croisette \| \| \| 3,304 \| Le Saut des Cuves \| Le Saut des Cuves \| \| \| 4,898 \| Xonrupt \| Xonrupt \| \| \| 6,010 \| Longemer \| Longemer \| \| \| 8,610 \| Dépôt Parigoutte \| Dépôt Parigoutte \| \| \| \| Roche du Diable-Tunnel (14 m) \| \| \| \| 10,502 0,0 \| Retournemer \| 781 m \| \| \| 2,050 \| Col de Feignes \| Col de Feignes \| \| \| 4,690 \| Le Collet \| Le Collet \| \| \| 9,900 \| Le Hohneck \| 1322 m \| \| \| \| \| \| \| \| 4,690 \| La Schlucht \| La Schlucht \| \| \| \| Deutsch-französische Grenze \| \| \| \| \| Schlucht \| \| \| \| \| Münsterschluchtbahn \| 1139 m \| |                     |                                                             |                                                             |
| Strecke (außer Betrieb) |                     | Bahnstrecke Remiremont–Gérardmer von Remiremont             | Bahnstrecke Remiremont–Gérardmer von Remiremont             |
| Strecke (außer Betrieb) · Strecke von links (außer Betrieb) |                     | Bahnstrecke Laveline-devant-Bruyères–Gérardmer von Bruyères | Bahnstrecke Laveline-devant-Bruyères–Gérardmer von Bruyères |
| Kopfbahnhof Streckenende (Strecke außer Betrieb) · Kopfbahnhof Streckenende (Strecke außer Betrieb) |                     | Gérardmer                                                   | Gérardmer                                                   |
| Kopfbahnhof Streckenanfang (Strecke außer Betrieb) | 0,00                | Gérardmer Est                                               | 665 m                                                       |
| Abzweig geradeaus und von links (Strecke außer Betrieb) |                     | Dépôt                                                       | Dépôt                                                       |
| Haltepunkt / Haltestelle (Strecke außer Betrieb) | 1,246               | La Croisette                                                | La Croisette                                                |
| Bahnhof (Strecke außer Betrieb) | 3,304               | Le Saut des Cuves                                           | Le Saut des Cuves                                           |
| Bahnhof (Strecke außer Betrieb) | 4,898               | Xonrupt                                                     | Xonrupt                                                     |
| Bahnhof (Strecke außer Betrieb) | 6,010               | Longemer                                                    | Longemer                                                    |
| Abzweig geradeaus, nach rechts und von rechts (Strecke außer Betrieb) | 8,610               | Dépôt Parigoutte                                            | Dépôt Parigoutte                                            |
| Tunnel (Strecke außer Betrieb) |                     | Roche du Diable-Tunnel (14 m)                               | Roche du Diable-Tunnel (14 m)                               |
| Bahnhof (Strecke außer Betrieb) | 10,502 0,0          | Retournemer                                                 | 781 m                                                       |
| Bahnhof (Strecke außer Betrieb) | 2,050               | Col de Feignes                                              | Col de Feignes                                              |
| Haltepunkt / Haltestelle (Strecke außer Betrieb) | 4,690               | Le Collet                                                   | Le Collet                                                   |
| Kopfbahnhof Streckenanfang (Strecke außer Betrieb) · Strecke (außer Betrieb) | 9,900               | Le Hohneck                                                  | 1322 m                                                      |
| Strecke nach links (außer Betrieb) · Abzweig geradeaus und von rechts (Strecke außer Betrieb) |                     |                                                             |                                                             |
| Kopfbahnhof Streckenende (Strecke außer Betrieb) | 4,690               | La Schlucht                                                 | La Schlucht                                                 |
| |                     | Deutsch-französische Grenze                                 |                                                             |
| Kopfbahnhof Streckenanfang (Strecke außer Betrieb) |                     | Schlucht                                                    | Schlucht                                                    |
| Strecke (außer Betrieb) |                     | Münsterschluchtbahn                                         | 1139 m                                                      |

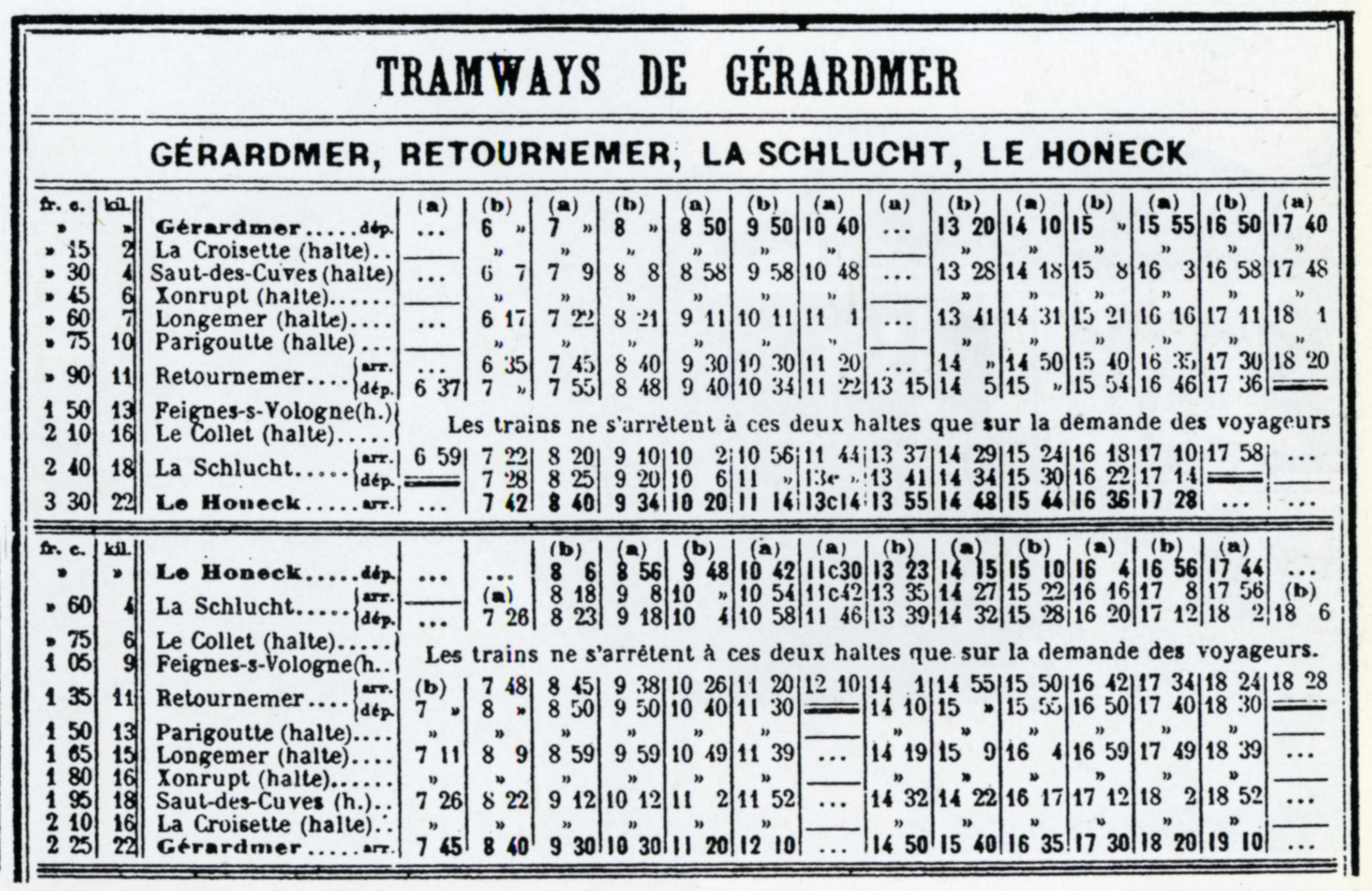
Fahrplan Sommer 1914

Die Bahnstrecke Gérardmer–Le Hohneck war eine eingleisige Schmalspurbahn in den Vogesen, die hauptsächlich dem Tourismus diente.

## Geografische Lage
Die Strecke begann in der Talstation Gérardmer. Hier bestand Anschluss an die normalspurige Bahnstrecke Laveline-devant-Bruyères–Gérardmer der Compagnie des Chemins de fer de l’Est (EST) und an die Schmalspurbahn nach Remiremont.
Die Trasse der Strecke Gérardmer–Le Hohneck verlief entlang der heutigen D 417, überquerte die Vologne und folgte einer Forststraße entlang des Nordufers des Lac de Longemer. Um nach Retournemer, nördlich des Lac de Retournemer, zu gelangen, führte sie durch einen 14 m langen Tunnel im Felssporn Roche du Diable. Hinter Retournemer begann die Steilstrecke, eine lange Rampe mit einer Steigung von 80 ‰. Zur Bewältigung des Anstieges wurde eine 180°-Kehrschleife mit einem Bogendurchmesser von 40 m in den Fels geschlagen. Dieser Abschnitt der Strecke führte zunächst nach Col de la Schlucht. Über diesen Pass verlief bis 1918 die Grenze zwischen Deutschland und Frankreich. Von deutscher Seite bestand zu diesem Ort touristischen Interesses seit 1907 ebenfalls Bahnanschluss mit der Münsterschluchtbahn. Die war zwar ebenfalls in Meterspur gebaut, die beiden Streckenenden aber wegen der Einsprüche des Militärs auf beiden Seiten nicht verbunden.
Weiter führte die Bahnstrecke Gérardmer–Le Hohneck über eine zweite Steilstrecke mit einer Steigung von 80 ‰ auf den Hohneck (1322 m).

## Geschichte
Das öffentliche Interesse am Bau einer Bahnstrecke zwischen Gérardmer und Retournemer wurde 1896 festgestellt. Die Konzession erhielt zunächst Henri Gutton aus Nancy. 1900 trat die Société anonyme des Tramways de Gérardmer (TG), eine Aktiengesellschaft, in die entsprechenden Rechte ein. Ursprünglich in einer Spurweite von 600 mm geplant, wurde die Strecke letztendlich für Meterspur konzessioniert und gebaut. Die Betriebsgenehmigung wurde 1897 erteilt, fahrplanmäßig fand Verkehr aber erst ab dem Sommer 1898 statt, da die anfänglich vorgesehenen Dampftriebwagen zu häufig ausfielen.
1902 wurde das öffentliche Interesse an einer Verlängerung der Strecke nach La Schlucht und auf den Hohneck, dritthöchster Berg der Vogesen, festgestellt und der TG eine entsprechende Konzession erteilt. Zunächst wurde eine Zahnradbahn in Erwägung gezogen, die Entscheidung fiel aber zugunsten einer elektrisch betriebenen Adhäsionsbahn. Die Eröffnung der Streckenverlängerung fand am 30. Juni 1904 statt. Zugleich wurde auch das Dépôt Parigoutte eröffnet, das für die Pflege der elektrisch betriebenen Fahrzeuge zuständig war und eine Halle mit sechs Gleisen besaß. Außerdem war hier das Elektrizitätswerk für die Stromversorgung untergebracht. Es brannte während des Ersten Weltkriegs aus und wurde durch ein Unterwerk ersetzt, das die Elektrizität aus dem öffentlichen Netz bezog. Die Abstellanlage wurde nach Feignes verlegt.
1913 wurde geplant, die Strecke wegen des zunehmenden Wintersports für einen stabilen Winterdienst auszubauen. Auch eine Verbindung zur Münsterschluchtbahn war geplant, die am Col de la Schlucht nur wenige Meter vom Bahnhof der Bahnstrecke Gérardmer–Le Hohneck entfernt – allerdings jenseits der Grenze in Deutschland – endete. Die Verbindung geschah dann zwar, aber ganz anders als geplant, denn im Sommer 1914 brach der Erste Weltkrieg aus, der touristische Verkehr wurde eingestellt, die französische Armee übernahm die Strecke und schloss sie an die deutsche Münsterschluchtbahn an, konnte die aber nur bis Altenberg nutzen, da der dahinter liegende Zahnstangenabschnitt mit Adhäsionsfahrzeugen nicht befahrbar war. Auch am anderen Ende der Strecke wurde der Inselbetrieb beendet und die Gleise mit denen der ebenfalls meterspurigen Schmalspurbahn nach Remiremont verbunden.
Nach dem Krieg wurde der zivile Betrieb wieder aufgenommen und die SE begann nach Abzug des Militärs mit dem Bau eines neuen Empfangsgebäudes für den Bahnhof La Schlucht, das auch heute noch erhalten ist.
Am 14. Juli 1923 ereignete sich im obersten Streckenabschnitt ein schwerer Unfall, bei dem mehrere Menschen starben und viele verletzt wurden (die Quellen weichen voneinander ab). Ein Triebwagen, der gerade auf dem Hohneck ankam, rollte – aus nicht geklärter Ursache und bevor die 60 Fahrgäste aussteigen konnten – wieder rückwärts in die steil abfallende Rampe nach La Schlucht, auf der sich ein zweiter Triebwagen in Bergfahrt befand. Der Triebfahrzeugführer dieses zweiten Wagens erkannte die Situation, hielt an und forderte seine Fahrgäste auf, auszusteigen. Der außer Kontrolle geratene Wagen, traf auf den zweiten, die 1300 m gemeinsam bergab fuhren, bevor sie in einem Bogen entgleisten – zum Glück in Richtung der Böschung und nicht auf die Seite der Schlucht. Beide Fahrzeuge wurden zerstört.
Nicht zuletzt durch die von diesem Unfall verursachten wirtschaftlichen Schwierigkeiten – nur ein Triebwagen verblieb für den Verkehr zwischen Retournemer und Hohneck – führten 1925 zum Rückkauf der Konzession durch das Département Vosges. Gleichzeitig angestellte Überlegungen, die Strecke als Adhäsionsbahn bis Munster zu verlängern – Vorbild war die Berninabahn – scheiterten. Das Département verpachtete die Strecke an die Société générale des chemins de fer économiques (SE), die 1932 auch den Abschnitt Gérardmer–Retournemer elektrifizierte. 1935 ging der Betrieb an die Société Auxiliaire des Transports Automobiles de l'Est (SATE), eine Tochtergesellschaft der EST, über.
Am 28. August 1939 wurde der Verkehr angesichts des kurz darauf beginnenden Zweiten Weltkriegs eingestellt. Während der deutschen Besetzung Frankreichs wurden die Gleise abgebaut. Nach dem Krieg wurde die Strecke nicht wieder aufgebaut und zum 19. Dezember 1950 auch rechtlich stillgelegt.

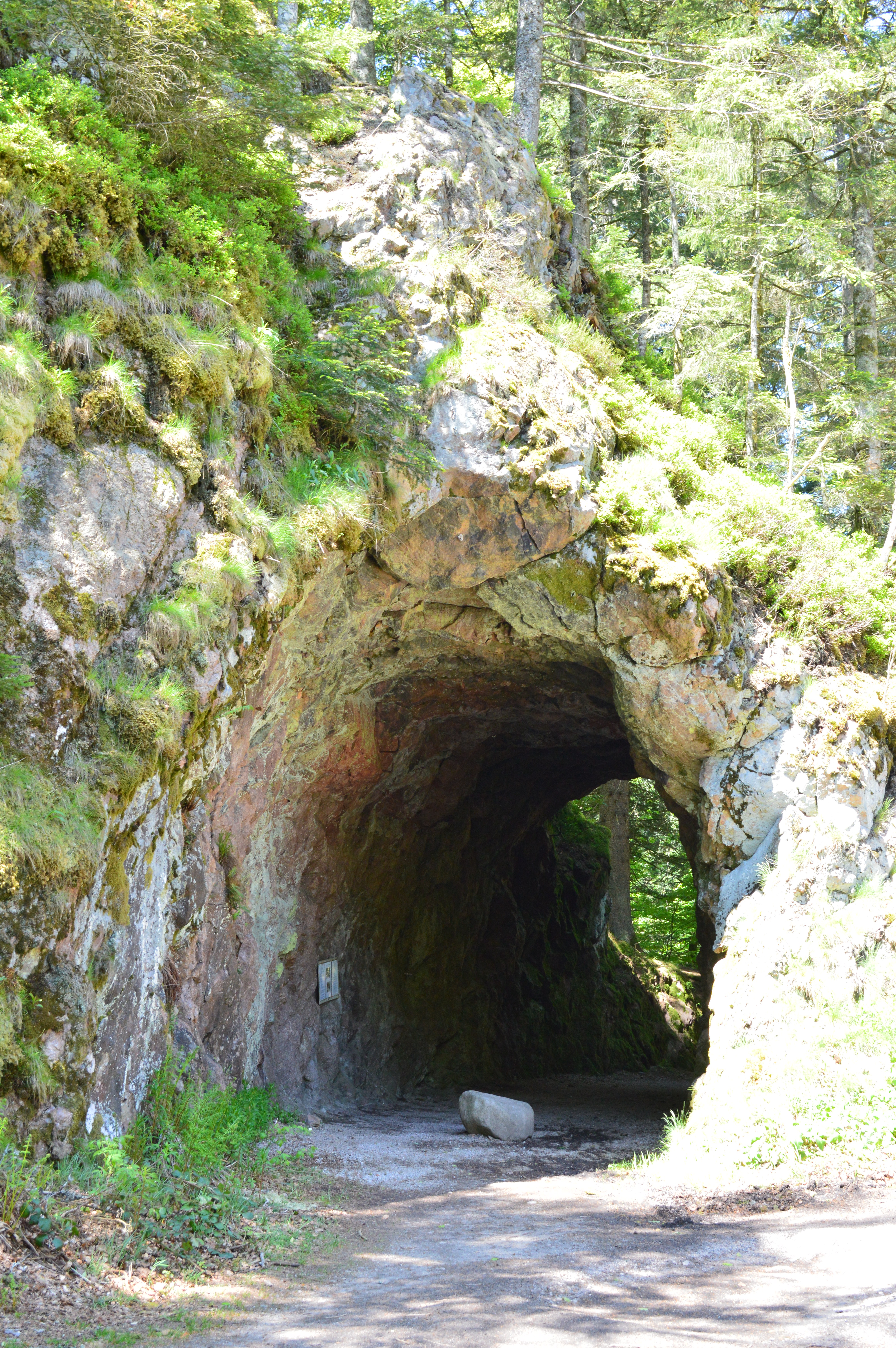
Tunnel bei Retournemer, 2021

Abschnittweise wird die Trasse heute von der D 417 genutzt, teilweise ist die einstige Streckenführung im Wald noch gut erkennbar. Der Tunnel bei Retournemer ist erhalten und begehbar.

## Technische Parameter
Die Strecke war in Gérardmer zunächst nicht mit der Bahnstrecke Remiremont–Gérardmer verbunden, obwohl beide die gleiche Spurweite verwendeten. Die Strecke nach Hohneck wies bereits im unteren Bereich, zwischen Gérardmer und Retournemer, Steigungen bis zu 54 ‰ auf, zwischen Retournemer und La Schlucht eine Steilrampe mit einer Steigung von 80 ‰ und zwischen La Schlucht und Hohneck eine zweite Rampe von 2600 m Länge mit nochmals 80 ‰ Steigung. Gleichwohl war die Strecke komplett als Adhäsionsbahn ausgelegt.
Der Bahnhof von La Schlucht war betrieblich als Spitzkehre angelegt. Der Endpunkt Hohneck war mit 1322 m der höchstgelegene Punkt in den Vogesen, den eine Eisenbahn erreichte.
Der Betrieb im oberen Abschnitt, zwischen Retournemer und Hohneck, erfolgte von Anfang an elektrisch, 1932 wurde auch die restliche Strecke elektrifiziert.

## Fahrzeuge

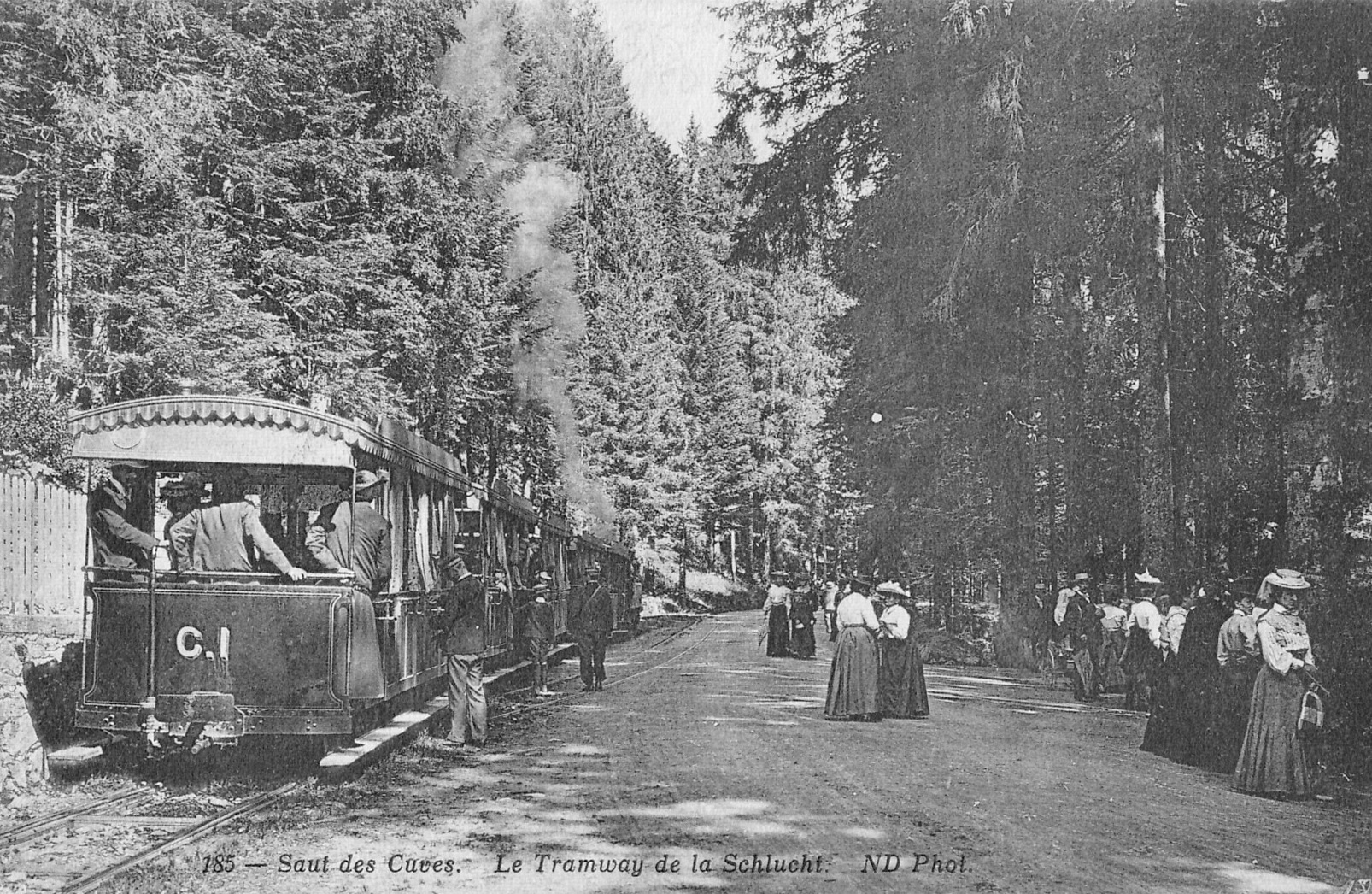
Haltestelle am Wasserfall Saut des Cuves, Touristen, vor 1914

Die zuerst eingesetzten Dampftriebwagen mit Serpollet-Kessel erwiesen sich schon nach wenigen Tagen als ungeeignet, sie waren der Steigung nicht gewachsen. Der Betreiber ersetzte sie daher schnell durch Dampflokomotiven und Wagenzüge. Zwei Lokomotiven der Bauart C n2t mit 11,5 t Leergewicht lieferten die Ateliers de Construction du Pont de Flandre, Weidknecht Frères & Cie. Sie erhielten die Namen La Vologne (Nr. 2) und La Jamagne (Nr. 3). Es gab fünf geschlossene Personenwagen, sechs Sommerwagen und zwei Packwagen, überwiegend von Blanc-Misseron und einige wenige Güterwagen, da Güterverkehr planmäßig nicht vorgesehen war. Allerdings wurde nach der Verlängerung der Strecke die erforderliche Kohle für das Kraftwerk in Retournemer über die Bahn angefahren.
Zur Eröffnung des elektrisch betriebenen Abschnitts von Retournemer auf den Hohneck 1904 wurden vier Triebwagen von De Dietrich Ferroviaire beschafft, die die Betriebsnummern A1 bis A4 erhielten, jeweils für 70 Personen zugelassen waren und 34 Sitzplätze sowie Stellplätze für Fahrräder hatten.
1908 wurde der Fuhrpark um eine Dampflokomotive von Schweizerische Lokomotiv- und Maschinenfabrik (SLM) ergänzt, die gebraucht erworben wurde. Sie war 1893 gefertigt worden, erhielt die Betriebsnummer 1 und den Namen La Forgotte. Diese Ausstattung ermöglichte den gleichzeitigen Einsatz von zwei Zügen auf der Strecke, womit die hohe Nachfrage in der Hochsaison befriedigt werden konnte.
1913 wurde der Fuhrpark um zwei Triebwagen der Preston Autocar Company mit den Betriebsnummern H1 und H2 ergänzt.
Im Ersten Weltkrieg brachte die Armee Material aus den Netzen der Tramways d'Eure-et-Loir, der Tramways d'Ille et Vilaine|Ille-et-Vilaine, der Tramway Grenoble–Villard-de-Lans und der Tramway de Nice et du Littoral auf die Strecke.

## Verkehr

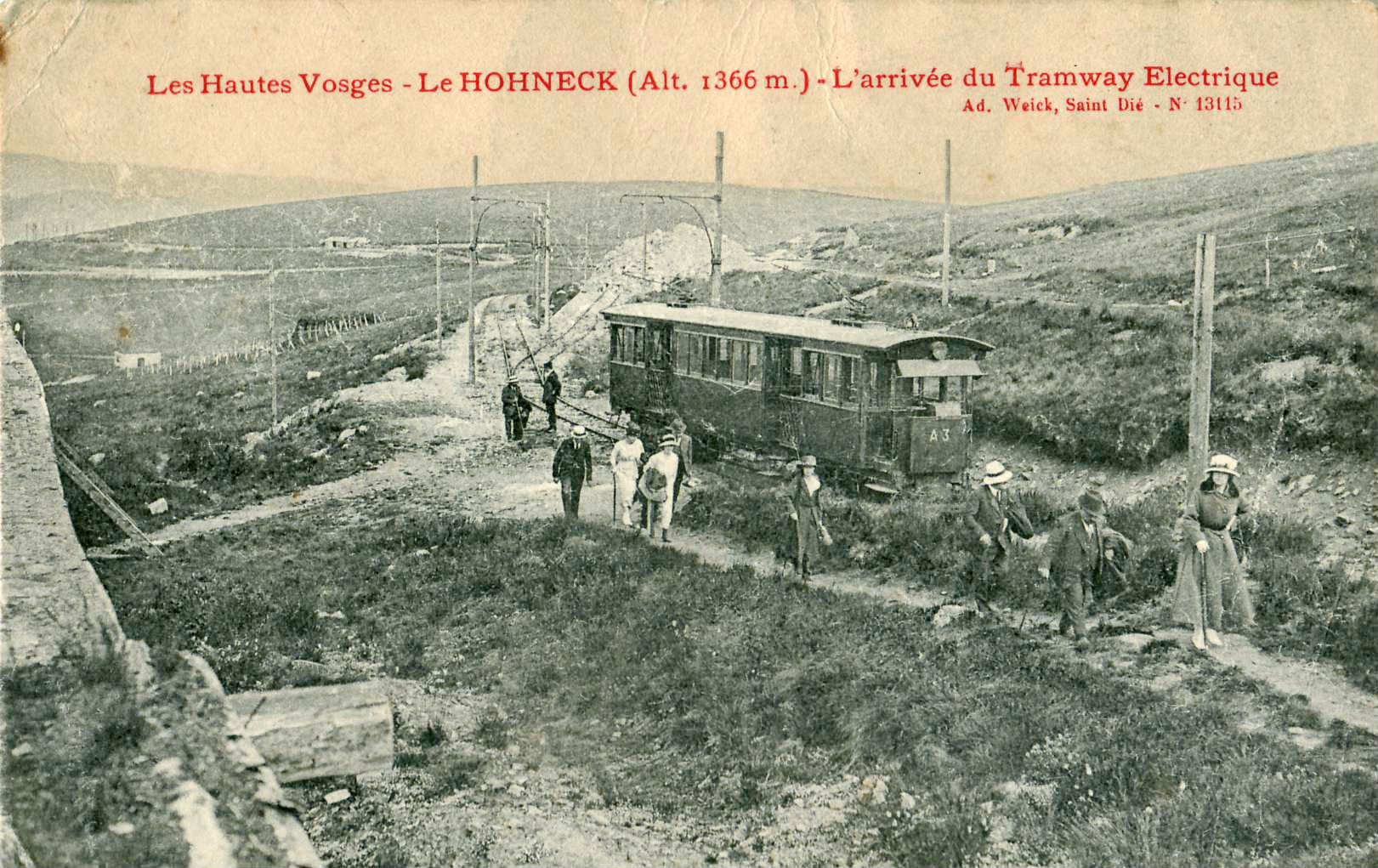
Endstation Hohneck

Die Betriebsaufnahme 1897 endete vorzeitig, da die eingesetzten Dampftriebwagen ständig ausfielen. Erst mit der Sommersaison 1898, als Lokomotiven und Wagenzüge zur Verfügung standen, war eine reguläre Betriebsaufnahme möglich. Anfangs verkehrten täglich vier oder fünf Zugpaare. Nach Eröffnung des oberen Streckenabschnitts nahm der Verkehr deutlich zu: Etwa ein Dutzend Zugpaare verkehrten. Der Betrieb im oberen Abschnitt fand zunächst jedoch nur von Mai bis Oktober statt. In der Regel mussten Fahrgäste nach Hohneck im Bahnhof La Schlucht umsteigen und über die Strecke von dort nach Hohneck verkehrten zwei Triebwagen im Pendelverkehr. Zudem mussten Fahrgäste bis zur Elektrifizierung der Gesamtstrecke 1932 auch noch in Retournemer vom Dampfzug auf die Elektrotriebwagen umsteigen. In den Jahren 1912 und 1913 wurde auch Winterbetrieb angeboten, als sich Wintersport zu entwickeln begann.